# Eduard Herzog
Eduard Herzog (ur. 1 sierpnia 1841 w Schongau, zm. 26 marca 1924 w Bernie) – szwajcarski biskup starokatolicki.
Był profesorem na Wydziale Katolicko-teologicznym Uniwersytetu w Bernie, i proboszczem (1873–1876) parafii w Olten.
Organizator Kościoła Chrześcijańskokatolickiego Szwajcarii. W roku 1876 E. Herzog został wybrany biskupem przez drugi Synod krajowy w Olten, a następnie konsekrowany przez niemieckiego biskupa starokatolickiego Josepha Huberta Reinkensa w Rheinfelden; w tej sytuacji papież Pius IX ekskomunikował go. W latach 1876–1884 dodatkowo pełnił obowiązki proboszcza parafii w Bernie. Eduard Herzog w swych wykładach i licznych pismach uzasadniał podstawowe zasady chrześcijańskokatolickiej koncepcji Kościoła, a podczas zjednoczeniowych rozmów prowadzonych z prawosławnymi, a zwłaszcza z anglikanami, wypracował główne linie przyszłego pojednania.
Twórca modlitewnika Bóg jest miłością (Gott ist die Liebe).